# Allomyia acanthis
Allomyia acanthis är en nattsländeart som först beskrevs av Ross 1950.  Allomyia acanthis ingår i släktet Allomyia och familjen Apataniidae. Inga underarter finns listade i Catalogue of Life.